# Коліпінто еквадорський
Коліпі́нто еквадорський (Phlogophilus hemileucurus) — вид серпокрильцеподібних птахів родини колібрієвих (Trochilidae). Мешкає в Андах.

## Опис

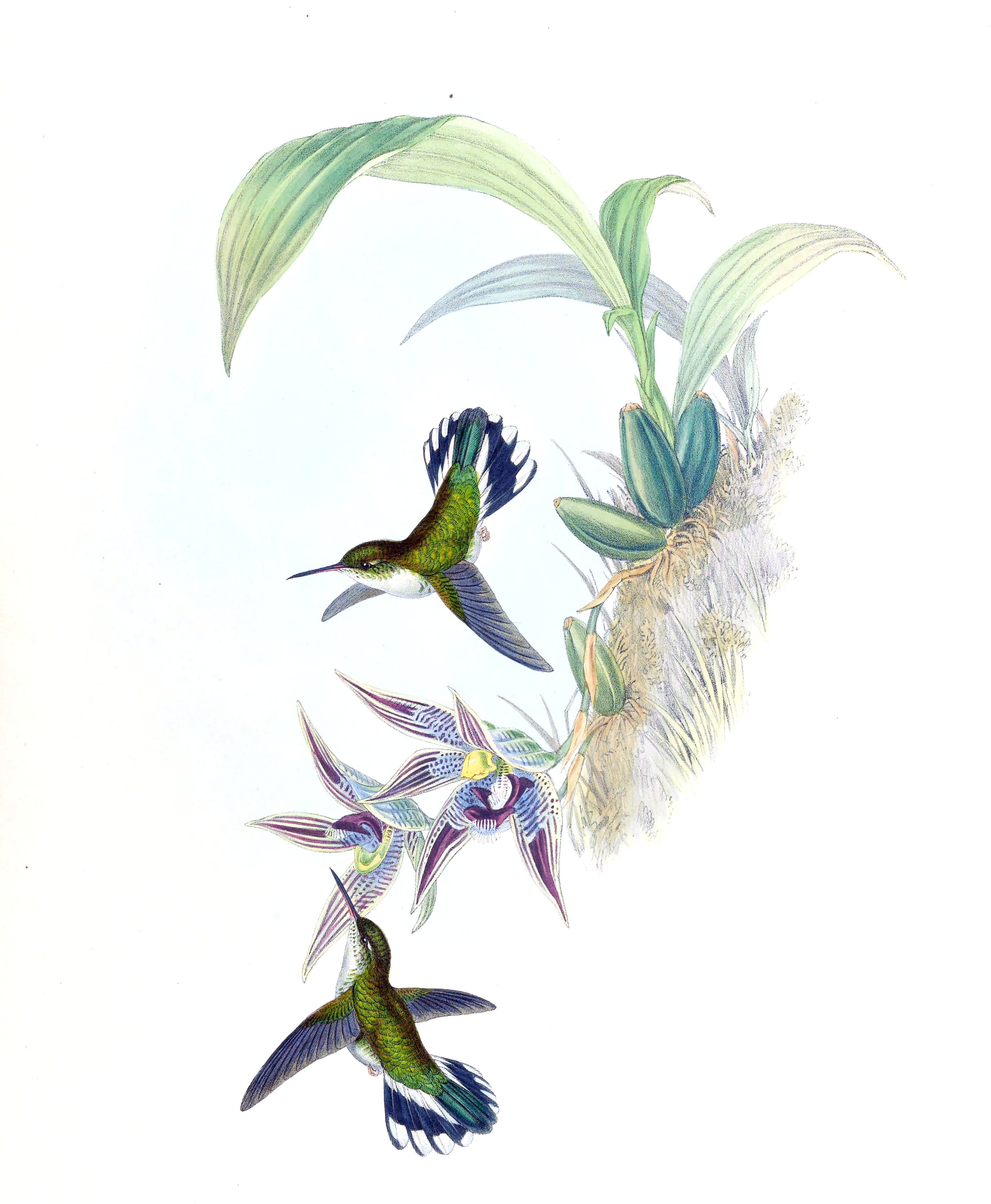
Еквадорські коліпінто

Довжина птаха становить 7,3—7,6 см, вага 2,2—3,7 г. Виду не притаманний статевий диморфізм. Тім'я зеленувато-коричневе, решта верхньої частини тіла зелена. За очима білі плями. Горло і груди білі, поцятковані зеленими плямами. По центру грудей проходить біла смуга. Живіт білуватий. Хвіст округлий, центральні стернові пера синьо-зелені, решта сині. Стернові пера біля основи білі, вони мають широкі білі кінчики. Дзьоб короткий, прямий, чорний, біля основи жовтий. У молодих птахів пера на голові мають рудуваті краї.

## Поширення і екологія
Еквадорські коліпінто мешкають у східних передгір'ях Анд в Колумбії (на південь від Кауки і Путумайо), Еквадорі і північно-східному Перу (на південь до Сан-Мартіна і Лорето). Вони живуть на узліссях вологих тропічних лісів та у вторинних заростях, на висоті від 400 до 1500 м над рівнем моря. Ведуть переважно осілий спосіб життя. 

## Поведінка
Еквадорські коліпінто живляться нектаром квітів з родин маренових, вересових (зокрема, Psammisia) і геснерієвих, яких шукають в нижньому і середньому ярусі лісу, на висоті 2-4 м над землею, а також комахами, яких збирають з рослинності. Сезон розмноження триває з грудня по березень. Гніздо невелике, чашоподібне, робиться з тонких корінців і листя папороті, прикраплюється до в'юнких рослин на висоті 2-3 м над землею. В кладці 2 яйця.